# Ершов, Сергей Валерьевич
Сергей Валерьевич Ершов (14 апреля 1978) — российский футболист, нападающий.

## Игровая карьера
Воспитанник дальневосточного футбола. С 2000 по 2004 годы выступал на Украине. Играл в командах «Николаев», «Металлург» (Запорожье) и «Арсенал» (Харьков). В высшей лиге дебютировал 7 июля 2002 года в игре «Таврия» — «Металлург» (Запорожье) — 1:1. Всего в высшем дивизионе в составе запорожцев выиграл 12 матчей. После возвращения в Россию, играл сначала в командах второй лиги, а затем — в любительских.
После завершения профессиональной карьеры проживал в городе Свободный. Работал тренером-преподавателем ДЮСШ № 1. Был депутатом горсовета. Принимал участие в эстафете олимпийского огня зимних Олимпийских игр 2014.